# گینا کروگ
گینا کروگ (نروژی: Gina Krog) زادهٔ ۲۰ ژوئن ۱۸۴۷ و مرگ به تاریخ ۱۴ آوریل ۱۹۱۶م، در سن ۶۸ سالگی، یک سیاستمدار نروژی پیشرو در مبارزهٔ کسب حق رای برای زنان نروژ بود.
گینا کروگ خیلی زود بی آنکه خود دارای تحصیلات بیش از متوسطه باشد، در مدارس دخترانه شروع به تدریس کرد. وی یکی از بانیان اصلی انجمن زنان نروژ و مؤسس انجمن حق رای برای زنان بود. همچنین گینا کروگ یکی از اولین زنانی بود که در نروژ به کوهنوردی پرداخت و از یوتونهایمن بالا رفت. امری در زمان خود مورد توجه بسیاری قرار گرفت. پس از مرگ، وی اولین زنی بود که پیکرش به خرج دولت به خاک سپرده شد.

## پیشینه

### کودکی و نوجوانی
یورگینه آنا سوردروپ که بعدها با نام گینا کروگ شهرت یافت در سال ۱۸۴۷م، در جزیره کوچکی از
مجمع‌الجزایر لوفوتن واقع در شمال غرب نروژ به دنیا آمد. پدرش که یک کشیش مسیحی بود چند ماه پیش از تولد گینا کروگ از دنیا رفته بود. پس از درگذشت پدر، مادر گینا به رسم آن دوران به خانواده شوهر مرحومش که در کارموی ساکن بودند پیوست. بعد از چند سالی زندگی در کنار اقوام پدری، وقتی گینا کروگ ۸ ساله بود، همراه مادرش به  کریستینیا که امروز پایتخت نروژ است رفته و در آنجا ساکن شد. در اینجا بود که او در یک مدرسه دخترانه که بعدها معروف شد شروع به تحصیل کرد. گینا کروگ، دختری اهل مطالعه بود و خیلی زود اما بی آنکه خود دارای مدارج رسمی باشد، به کار تدریس خصوصی پرداخت.
وقتی سیسیله تورسن در سال ۱۸۸۲م، به عنوان اولین دختر نروژی در امتحانات پایانی دوره دبیرستان شرکت کرد، نقش گینا کروگ، به مثابه معلم و مشوق وی برجسته شد. یکی از دوستان وی در یک مصاحبه نادر که در سال ۱۹۱۲م، انجام شد گفته‌است: ما سه تا دختر عقل‌هایمان را روی هم گذاشتیم. سیسیله تورسن بعدها با برادر گینا کروگ که یک حقوقدان بود ازدواج کرد. همین برادر که بعدها به عضویت دیوان عالی نروژ درآمد در دورانی که گینا کروگ تدریس را رها کرده و یکسره درگیر امور سیاسی بود، با حمایت مالی از وی پشتیبانی کرد.

### آغاز مبارزات
آشنایی گینا کروگ با جنبش دفاع از حقوق زنان در بریتانیا صورت گرفت.
گینا ۳۳ ساله بود که در سال ۱۸۸۰م، برای اولین بار در زندگی به خارج از نروژ سفر کرد. در این سفر ضمن اقامت دریک کالج دانشجویی او با اعضای اتحادیه ملی جوامع حق رأی زنان تماس گرفت. در حدود همین روزها بود که گینا کروگ دست به قلم برد و شروع به ویرایش مطلب در نشریات روز کرد. گینا در انتخاب عنوان بسیار ماهر بود و با عبارتهایی مانند هر روز چنین اتفاقی نمی‌افتد! توجه خوانندگان را به مقاله خود جلب می‌کرد.
گینا کروگ بیشتر به جناح تندروی مدافعان حقوق زنان تمایل داشت و خواستار برابری کامل حقوق زن و مرد در همه عرصه‌ها بود و این منش با طرز فکر آنهایی که بهبودی وضعیت اقتصادی زنان را در اولویت قرار می‌دادند و بر حقوق سیاسی تمرکز کمتری داشتند، همخوانی کامل نداشت.
ویلهلم کیلهو مورخ نامدار نروژی، گینا کروگ را چنین توصیف کرده‌است:
بانویی زیبا، باشکوه با رفتاری آرام و مطمئن که تقریباً غیرممکن است او را به غیر از نقش نماینده بانوان در نقش دیگری تصور کرد.— ویلهلم کیلهو
. باید به یاد داشت که در همین دوران گینا کروگ از معدود زنانی بود که در نروژ اوقات فراغت خود را به کوهنوردی می‌پرداخت. بالا رفتنش از یوتونهایمن به وی لقب بانوی قله ها داده بود. هر چند که وی با شب‌نشینی و پیوستن به جمع دوستان در یک رستوران خوب نیز مخالفتی نداشت.

### تأسیس انجمن زنان نروژ (LKSF)
پیرامون تأسیس انجمن زنان نروژ در ۲۸ ژوئن سال ۱۸۸۴م، حرف و حدیث بسیاری بر سر زبانها بود. از جمله اینکه هیچ زنی اعتماد به نفس کافی برای تصدی پست ریاست را نداشت!. این واقعیت که نهایتا مردی مانند هاگبارت برنر به عنوان رهبر و رئیس انجمن برگزیده شد، بر این طرز تفکر و تلقی دامن زد. در مقدمه انتخابات انجمن، گینا کروگ پیشتاز بود، اما به زودی هاگبارت برنر با ارائه پیشنهاد بی‌طرفی انجمن در مبارزه زنان برای کسب حق رای، نظر مساعد اعضاء را به خود جلب کرد و به عنوان رئیس انجمن انتخاب شد. اما اختلاف گینا کروگ و رئیس مرد انجمن به این جلسه ختم نشد. گینا کروگ هر جا فرصتی می‌کرد، در سخنرانی یا مقالاتی که می‌نوشت، حق رای برای زنان را سرلوحه مطالبات زنان معرفی می‌کرد و این با سیاست رسمی انجمن همخوانی نداشت. سرانجام پس از یکسال کشمکش، هاگبارت برنر از ریاست انجمن استعفاء داد. اما گینا کروگ با وجود اینکه از حمایت بخش قابل توجهی از اعضای انجمن برخوردار بود، جانشین وی نشد، بلکه در عوض همان سال در راس ۱۰ زن، انجمن دیگری به نام  انجمن حق رای برای زنان(KSF) را احداث کرد. انجمنی که تنها زنان حق عضویت در آن را داشتند. به این ترتیب موضوع حق رای برای زنان وارد دستور کار محافل سیاسی شد و بعدها در سال ۱۹۱۳م، وقتی لایحه حق رای برای زنان در مجلس ملی نروژ به تصویب رسید، هاگبارت برنر آن را به طعنه لایحه خانم گینا کروگ نامید.

### انجمن ملی حق رای زنان
تندروی و آشتی ناپذیری گینا کروگ زمینه را یرای انشعاب دیگری در صفوف مدافعان حقوق زنان فراهم کرد. در ۱۲ فوریه ۱۹۸۹م، انجمن ملی حق رای زنان(LKSF) اعلام وجود کرد. انجمنی که در واقع در مخالفت با دیدگاه گینا کروگ مبنی بر برابری مطلق زن و مرد شکل گرفت. این انجمن جدید طیف گستردتری را پوشش می‌داد و به زودی نه تنها در نروژ بلکه در خارج نروژ مورد حمایت سازمانهای بین‌المللی دفاع از حقوق زنان قرار گرفت. در عمل انجمن ملی حق رای زنان نمایندگی زنان در مذاکرات مجلس ملی نروژ را به خود اختصاص داد و گینا کروگ پس از ۱۲ سال از سمت خود در  انجمن حق رای برای زنان استعفاء داد. همه می‌دانستند که گینا کروگ نمی‌تواند با سیاستی که او چانه زنی‌های فرصت طلبانه می‌نامید، کنار بیاید. در سال ۱۹۰۴م، بار دیگر به ابتکار گینا کروگ شورای ملی زنان نروژ پا به عرصه وجود نهاد و به عضویت شورای بین‌المللی زنان درآمد. گینا کروگ تا پایان عمر رهبری شورای ملی زنان نروژ را بر عهده داشت. این شورا دارای اهداف تعریف شده نبود بلکه انجمن‌های مختلفی با اهداف گوناگون، از زنان خانه‌دار گرفته تا انجمن‌های مذهبی و بهداشتی زنان را پوشش می‌داد. تحت رهبری گینا کروگ، شورا به یک مرکز مطالعات حقوقی تبدیل شد.

### سالهای پایانی
همزمان با پیشرفت مذاکرات مربوط به حق رای زنان در مجلس ملی نروژ در سال ۱۹۰۷م، از دولت نروژ خواسته شد تا یک نماینده رسمی برای کنگره بعدی اتحادیه بین‌المللی حق رأی زنان در سال ۱۹۰۸م، به آمستردام اعزام کند. دولت نروژ این مأموریت را به گینا کروگ واگذار کرد و او را به عنوان نماینده رسمی نروژ به هلند فرستاد.
بار دیگر در سال ۱۹۱۳م، گینا کروگ یکی از دو نماینده رسمی نروژ در
بوداپست بود. جایی که نمایندگان نروژ به عنوان اولین کشوری که در آن حق رای همگنی به تصویب رسیده بود با احساسات گرمی روبرو شدند.
سرانجام گینا کروگ در سال ۱۹۱۶م، به دنبال ابتلا به بیماری آنفلوانزا در سن ۶۸ سالگی درگذشت. در مراسم تشییع جنازه وی بسیاری از سران دولت و مجلس و شخصیتهای فرهنگی و سیاسی نروژ حضور داشتند.